# Willy Kotoun
Willy Kotoun, zunächst auch Willie Kotoun (* 19. Februar 1953 in Bern), ist ein Schweizer Perkussionist. Seine bevorzugten Stilrichtungen sind Jazz, Latin, Afro, R&B, Flamenco und Freie Musik.

## Wirken
Kotoun begleitete sechs Jahre lang Nina Corti und spielte Mitte der 1980er Jahre in der Fusionband Umamaca. Auch nahm er mit Jefaster Desaster auf und konzertierte mit Donkey Kong’s Multi Scream beim Jazz Festival Willisau. Er studierte afrokubanische Perkussion am Istituto Superior de Arte in Havanna, Kuba. Es folgten weitere Studienaufenthalte in Kuba, in Guinea und Burkina Faso. Seit 1991 gehörte er zu den Stephan Kurmann Strings, mit denen er beim Montreux Jazz Festival auftrat, und zu der sich daraus entwickelnden Gruppe Cojazz Plus. Weiter war er Mitglied von Bänz Oesters Snow of Tomorrow. Mit Adrian Frey und Peggy Chew bildete er die Band Sonic Calligraphy. Weiterhin ist er auf Alben von David Wildi, Peter Schärli, Alvin Queen & Stjepko Gut sowie Martin Dahanukar zu hören. Im Bereich des Jazz war er zwischen 1984 und 2015 an 36 Aufnahmen beteiligt.
1996 entwickelte Kotoun den Kurs Körper & Rhythmik, um rhythmisches und körperliches Verständnis von afrikanisch beeinflusster Musik zu vermitteln. Er ist Dozent für Perkussion und Körper & Rhythmik an der Hochschule Luzern. Teile des Programms werden beim Schweizer Militärspiel und in Musikschulen und Konservatorien unterrichtet.